# 卡赫和布拉瑟姆
卡赫和布拉瑟姆（荷蘭語：Kaag en Braassem，荷蘭語發音：[ˌkaːx ʔɛn ˈbraːsəm]）是荷兰南荷兰省的一个市镇，于2009年1月1日成立，由阿尔克马德（Alkemade）和雅各布斯沃德（Jacobswoude）合并而来。市镇得名于两个湖泊。